# Manfred Bojarzin
Manfred Bojarzin (* 13. Februar 1961) ist ein ehemaliger deutscher Fußballspieler, der heute als kaufmännischer Angestellter arbeitet. Er spielte als Stürmer.
Bojarzin bestritt in der Saison 1981/82 ein Spiel für die SpVgg Erkenschwick in der 2. Bundesliga Nord: Am 41. Spieltag, als Erkenschwick 0:4 bei Göttingen 05 verlor, wurde er in der 74. Minute beim Stand von 0:4 für Rainer Fischer eingewechselt.
Diese Partie blieb Bojarzins einziges Spiel in einer Profiliga. Am Saisonende belegte Erkenschwick den 21. Tabellenplatz und stieg damit in die Regionalliga ab.
Bojarzin lebt heute in Oer-Erkenschwick.